# غونار أولسون
غونار أولسون (بالسويدية: Gunnar Olsson)‏ لاعب كرة قدم سويدي راحل كان يجيد اللعب في خط الهجوم.
لعب طوال مسيرته الرياضية في نادي غايس.
شارك مع منتخب السويد في بطولة كأس العالم 1934 في إيطاليا حيث خرج من الدور الربع النهائي.

## وصلات خارجية
- غونار أولسون على موقع الاتحاد الدولي (مؤرشف)  (الإنجليزية)
- غونار أولسون على موقع اتحاد السويد (السويدية)
- غونار أولسون على موقع قاعدة بيانات كرة القدم.إي يو (الإنجليزية)
- غونار أولسون على موقع Soccerway.com (الإنجليزية)
- غونار أولسون على موقع عالم كرة القدم.نت (الإنجليزية)

- هذا سيرة ذاتية